# Fridolin Ambongo
Fridolin Ambongo Besungu OFMCap (ur. 24 stycznia 1960 w Boto) – kongijski duchowny rzymskokatolicki, kapucyn, biskup diecezjalny Bokungu-Ikela w latach 2005–2016, administrator apostolski sede vacante diecezji Kole w latach 2008–2015, administrator apostolski sede vacante archidiecezji Mbandaka–Bikoro w 2016 (oraz latach 2018–2020), administrator apostolski sede vacante diecezji Bokungu-Ikela w latach 2016–2018, zastępca przewodniczącego Konferencji Episkopatu Kongo w latach 2016–2020, arcybiskup metropolita Mbandaka–Bikoro w latach 2016–2018, arcybiskup koadiutor archidiecezji Kinszasy w 2018, arcybiskup metropolita kinszaski od 2018, kardynał prezbiter od 2019, członek Rady Kardynałów od 2020, przewodniczący Sympozjum Konferencji Episkopatów Afryki i Madagaskaru (SECAM) od 2023.

## Życiorys
Urodził się 24 stycznia 1960 w Boto w departamencie Likouala w prowincji Ubangi Północne. Studiował filozofię i teologię w seminarium w Bwamandzie w Instytucie „Saint-Eugene de Mazenod” w Kinszasie. Wstąpił do kapucynów i w 1981 złożył pierwsze śluby, a w 1987 śluby wieczyste. Święcenia prezbiteratu przyjął 14 sierpnia 1988.
Po krótkim stażu wikariuszowskim w Bobito został profesorem Uniwersytetu w Kinszasie. Był także m.in. wiceprowincjałem oraz przewodniczącym krajowej konferencji przełożonych zakonnych.
22 listopada 2004 papież Jan Paweł II prekonizował go biskupem diecezjalnym Bokungu-Ikela. 6 marca 2005 otrzymał święcenia biskupie i odbył ingres do katedry Maryi Królowej Afryki w Bokungu. Głównym konsekratorem był Joseph Kumuondala, arcybiskup metropolita Mbandaka-Bikoro, któremu asystowali arcybiskup Giovanni d’Aniello, nuncjusz apostolski w Demokratycznej Republice Konga, i kardynał Frédéric Etsou-Nzabi-Bamungwabi, arcybiskup metropolita kinszaski. Jako zawołanie biskupie przyjął słowa „Omnia Omnibus” (Wszystkim dla wszystkich).
24 czerwca 2016 został wybrany zastępcą przewodniczącego Konferencji Episkopatu Kongo, funkcję tę pełnił do 15 października 2020.
12 listopada 2016 papież Franciszek mianował go arcybiskupem metropolitą Mbandaka-Bikoro. 29 czerwca 2017 w bazylice św. Piotra na Watykanie odebrał od papieża paliusz metropolitalny.
6 lutego 2018 papież przeniósł go na urząd arcybiskupa koadiutora archidiecezji kinszaskiej. 1 listopada 2018 po przyjęciu rezygnacji kardynała Laurent Monsengwo Pasinya, został metropolitą kinszaskim i kanonicznie objął władzę w diecezji. Tego samego dnia odbył również ingres do katedry Najświętszej Marii Panny. 29 czerwca 2019 w bazylice św. Piotra odebrał od papieża paliusz metropolitalny.
1 września 2019 podczas modlitwy Anioł Pański papież Franciszek ogłosił, że mianował go kardynałem. 5 października 2019 na konsystorzu w bazylice św. Piotra kreował go kardynałem prezbiterem, a jako kościół tytularny nadał mu kościół św. Gabriela Archanioła all’Acqua Traversa. 3 grudnia 2022 uroczyście objął swój kościół tytularny w Rzymie.
Decyzją papieża Franciszka od 15 października 2020 jest członkiem grupy dziewięciu kardynałów doradców (Rada Kardynałów), którzy służą radą Ojcu Świętemu w zarządzaniu Kościołem i w sprawach reformy Kurii Rzymskiej.
15 lutego 2023 wybrano go na przewodniczącego Sympozjum Konferencji Episkopatów Afryki i Madagaskaru (SECAM). Brał udział w konklawe 2025, które wybrało papieża Leona XIV.